# Дело Оскара Писториуса
Судебный процесс над Оскаром Писториусом за убийство фотомодели Ривы (Ребекки) Стенкамп (Государство против Оскара Писториуса) в Высоком суде Южной Африки в Претории открылся 3 марта 2014 года. 11—12 октября 2014 года судья Токозиле Масипа вынесла приговор, согласно которому Писториус признан невиновным в предумышленном убийстве. Позже Писториус был признан виновным в непредумышленном убийстве и 21 октября 2014 года приговорен по этому эпизоду к 5 годам тюремного заключения. Суд также рассматривал эпизод с «необдуманной угрозой» с применением огнестрельного оружия ранее в ресторане. По этому эпизоду Писториус был приговорён к трём годам условно. В ноябре 2021 года тюремные власти Южной Африки предприняли первые процессуальные шаги для рассмотрения вопроса об условно-досрочном освобождении Оскара Писториуса, заключенного в тюрьму за убийство своей девушки.

## Фабула
Писториус был одним из самых успешных и известных южноафриканских бегунов. Будучи инвалидом-ампутантом он прославился высокими результатами, причём не только на соревнованиях для спортсменов с ограниченными возможностями. Писториус стал многократным чемпионом Паралимпийских игр, в 2011 году завоевал «серебро» Чемпионата мира по лёгкой атлетике, в 2012 году выступал на Летних Олимпийских играх в Лондоне. Рива Стенкамп, модель, была его подругой. Ранним утром 14 февраля 2013 года Писториус в своём доме в Претории застрелил Стенкамп. Он признал это, но заявил, что принял её за грабителя и убил по ошибке. 15 февраля спортсмен был арестован, ему было предъявлено обвинение в предумышленном убийстве.
25 февраля 2014 года председатель Высокого суда Претории Данстен Мламбо постановил, что весь процесс будет транслироваться по радио. Часть процесса, а именно открытие и закрытие, показания свидетелей и, по возможности, оглашение приговора, будет транслироваться по телевидению.
20 октября 2015 г. Писториус вышел из тюрьмы. Первоначально предполагалось, что ещё четыре года спортсмен проведет под домашним арестом в доме своего дяди.
3 декабря 2015 года Верховный апелляционный суд ЮАР удовлетворил протест прокуратуры и обязал суд низшей инстанции вынести новый приговор Писториусу. На поданную спортсменом апелляцию Конституционный суд ЮАР ответил 10 марта 2016 отказом. В ноябре 2016 Оскар был переведён из обычной тюрьмы в более комфортабельное для инвалидов место  -  Atteridgeville Correctional Centre.
24 ноября 2017 года Верховный апелляционный суд ЮАР увеличил срок заключения легкоатлета-паралимпийца Оскара Писториуса до 13 лет и 5 месяцев.